# Henry M. Hoyt
Henry Martyn Hoyt, född 8 juni 1830 i Kingston i Pennsylvania, död 1 december 1892, var en amerikansk republikansk politiker. Han var Pennsylvanias guvernör 1879–1883. 
Hoyt studerade vid Lafayette College och Williams College. År 1853 inledde han sin karriär som advokat i Pennsylvania. Han deltog i amerikanska inbördeskriget som officer i nordstatsarmén. Hoyt var ordförande för republikanerna i Pennsylvania 1875–1876.
Hoyt efterträdde 1879 John F. Hartranft som Pennsylvanias guvernör och efterträddes 1883 av  Robert E. Pattison. Hoyt avled 1892 och gravsattes i Forty Fort.